# Vergheas
Vergheas település Franciaországban, Puy-de-Dôme megyében. Lakosainak száma 66 fő (2022. január 1.). Vergheas Charron, Charensat, Roche-d’Agoux és Saint-Maurice-près-Pionsat községekkel határos.

## Népesség
A település népessége az elmúlt években az alábbi módon változott:
| Lakosok száma | 76   | 64   | 62   | 63   | 65   | 66   | 66   | 66   |
|               | 2013 | 2015 | 2017 | 2018 | 2019 | 2020 | 2021 | 2022 |